# Les Musiciens, souvenir de Sidney Bechet
Les Musiciens, souvenir de Sidney Bechet est un ensemble de deux huiles sur toile très similaires, de format identique, réalisées par Nicolas de Staël entre 1952 et 1953, à Paris.  Elles appartiennent à la période  « d'inspiration musicale » de l'artiste qui a ensuite produit sur ce thème L'Orchestre. La première version des Musiciens, souvenir de Sidney Bechet se trouve au Centre national d'art et de culture Georges-Pompidou la deuxième, à la Phillips Collection, est intitulée Les Musiciens (street musicians).

## Contexte
Pierre Boulez directeur musical de la Compagnie Renaud-Barrault, avait le projet de fonder le Domaine musical, où se retrouveraient les musiciens. Ce projet se réalise grâce au soutien de Suzanne Tézenas qui prend le relais de Madeleine Renaud et Jean-Louis Barrault lorsque le domaine musical s'installe au Théâtre Marigny en 1953. C'est là que Nicolas de Staël assiste pour la première fois à des concerts qui l'enthousiasment au point que la musique contemporaine devient pour lui une passion. Il peut rouler des heures en voiture en écoutant Stravinsky, Messiaen, Boulez. Il s'entiche également de jazz et en particulier de Sidney Bechet dont il admire le jazz « coloré ».

## Description
Dans la revue XXe siècle, Marcel Brion commente ainsi ces deux toiles : « Ce peintre éprouvait pour la forme une tendresse qui ne tenait pas à ce que cette forme représentât des objets associés à la vie de l'homme, mais bien davantage à ce qu'elle fût une chose en elle-même(…) La vibration de la couleur portée à son plus intense éclat, dans un subtil mélange de ton, fait ici penser à la richesse du langage russe dans l'expression des sensations colorées avec parfois même, un élan sauvage hautement cultivé. »
À la différence de L'Orchestre, tout en tons doux, la couleur éclate dans ces deux toiles pour illustrer le rythme et l'énergie du jazz. On reconnaît à droite la silhouette de Sidney Bechet avec sa clarinette, vêtu d'un costume sombre et peut-être accompagné d'un autre clarinettiste : Claude Luter.
Les silhouettes des musiciens sont ici bien définies, encore plus précises que celles des Footballeurs.